# Sally Mortemore
Sally Mortemore es una actriz de cine y televisión de Inglaterra. Se conoce sobre todo por su papel en la película Harry Potter y la cámara secreta, donde interpreta a Madame Pince, la bibliotecaria de Hogwarts.

## Biografía
Mortemore trabajó primeramente como asistente de director de escena en el Teatro Queen de Hornchurch  seguido por temporadas en el Teatro Haymarket de Basingstoke, el Teatro Palace de Watford, el Teatro Octagon de Bolton y el Teatro Churcill de Bromley, Kent. También estuvo de gira con el conjunto de David Glass, Red Shift, la compañía de Teatro Cleanbreak Theatre y Great Eastern Stage.
Mortemore apareció como Gertrude en la producción de David Glass Gormenghast en 2006 y 2007. Sus apariciones en películas y televisión incluyen White Heat BBC2/ITV (2012), Ollie Kepler's Expanding Purple World (2010), Salt Grain (2010), Dead Gorgeous, Too Many Cooks, Harry Potter y la cámara secreta como Madame Pince  y Wire in the Blood y 'Daphne & Apollo' para la BBC dirigida por Clare Kilner.
En 1990 Mortemore apareció también en varios anuncios de televisión,  incluyendo Strepsils, Vauxhall Tigra, Ford Fiesta, National Lottery, Scratchcards y la aseguradora M&G.
En 2016 hizo de una mujer Braavosi en la sexta temporada de la serie Juego de tronos.

## Filmografía

### Cine
| Año  | Título                                | Papel          | Nota  |
| ---- | ------------------------------------- | -------------- | ----- |
| 1997 | Daphne & Apollo                       | Sra. Quigley   | Corto |
| 2002 | Harry Potter y la cámara secreta      | Madame Pince   |       |
| 2006 | The Harvest                           |                | Corto |
| 2010 | Ollie Kepler's Expanding Purple World | Periodista 2   |       |
| 2012 | Salt Grain                            | Mary           | Corto |
| 2012 | A Cake for Mabel                      | Susan          | Corto |
| 2014 | 27, Memory Lane                       | Elise Babineau |       |

### Televisión
| Año  | Título             | Papel           | Nota                                      |
| ---- | ------------------ | --------------- | ----------------------------------------- |
| 1984 | Freud              | Anna Freud      | Capítulo: "In the Name of the Gods"       |
| 2004 | Wire in the Blood  | Grace           | Capítulo: "Sharp Compassion"              |
| 2006 | Drop Dead Gorgeous | Hiawyn Sinclair | Capítulo #1.4                             |
| 2012 | White Heat         | Nancy           | Capítulo: "The Past Is a Foreign Country" |
| 2016 | Juego de Tronos    | Mujer Braavos   | Capítulo: "The Door"                      |